# نافذة بيضوية
النافذة البَيضوِية (بالإنجليزية: Oval window) أوالنافِذة الدهليزِية (بالإنجليزية: Fenestra vestibuli)هي فتحة مغطاة بغشاء تؤدي من الأذن الوسطى إلى دهليز الأذن الداخلية.
تنتقل الاهتزازات التي تتلامس مع الغشاء الطبلي عبر العظيمات الثلاثة إلى الأذن الداخلية. النافذة البيضوية هي تقاطع الأذن الوسطى مع الأذن الداخلية ويتم الاتصال بها مباشرة بواسطة الرِّكَاب؛ في الوقت الذي تصل فيه الاهتزازات إلى النافذة البيضوية، يتم تضخيمها أكثر من 10 مرات عما كانت عليه عندما اتصلوا بغشاء الطبل، ويعتبر هذا دليل على قوة تضخيم الأذن الوسطى.
تكون النافذة البيضوية على شكل فتحة كلوية (فتحة كلوية الشكل)، تؤدي من التجويف الطبلي إلى دهليز الأذن الداخلية.  يكون قطرها الطويل أفقي وحدّها المحدب متجه إلى أعلى. تحتلها قاعدة الركاب، التي يتم تحديد محيطها بواسطة الرباط الحلقي على هامش الثقبة.

## صور إضافية

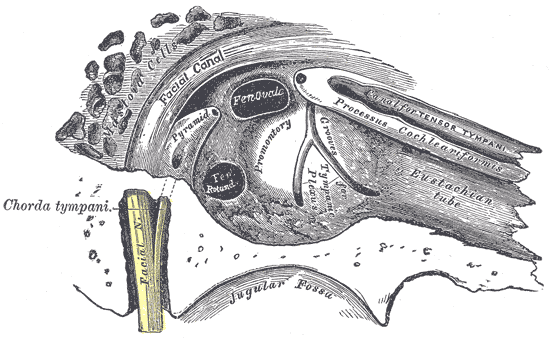
منظر للجدار الداخلي لطبلة الأذن (الملصق بيضوي. - دائرة سوداء بالقرب من الأعلى)
القوقعة

## روابط خارجية
- رسم تخطيطي في جامعة واشنطن
- The Anatomy Wiz. نافدة بيضاوية